# Grågrön fjällskivling
Grågrön fjällskivling (Lepiota griseovirens) är en svampart som beskrevs av Maire 1928. Grågrön fjällskivling ingår i släktet Lepiota och familjen Agaricaceae.  Arten är reproducerande i Sverige. Inga underarter finns listade i Catalogue of Life.
I den svenska databasen Dyntaxa används istället namnet Lepiota poliochloodes för samma taxon.  Arten är reproducerande i Sverige.